# Liste der russischen Botschafter in der Türkei
Liste der russischen und sowjetischen Gesandten und Botschafter im Osmanischen Reich und der Türkei.

## Missionschefs

### Botschafter im Osmanischen Reich
| Ernennung | Name                                    | Bemerkungen | ernannt von               | akkreditiert bei der Regierung | Abberufung |
| --------- | --------------------------------------- | --- | ------------------------- | ------------------------------ | ---------- |
| 1735      | Alexei Andrejewitsch Weschnjakow        | | Anna (Russland)           | Mahmud I.                      |            |
| 1740      | Alexei Andrejewitsch Weschnjakow        | | Iwan VI. (Russland)       | Mahmud I.                      | 1745       |
| 1746      | Adrian Iwanowitsch Nepljujew            | [ 1 ] | Elisabeth (Russland)      | Mahmud I.                      | 1750       |
| 1751      | Alexei Michailowitsch Obreskow          | [ 2 ] | Elisabeth (Russland)      | Mahmud I.                      | 1768       |
| 1765      | Paul Artemowitsch Lewaschew             | | Katharina II. (Russland)  | Mustafa III.                   | 1768       |
| 1774      | Nikolai Wassiljewitsch Repnin           | | Katharina II. (Russland)  | Abdülhamid I.                  | 1776       |
| 1776      | Alexander Stachiewitsch Stachiew        | [ 3 ] | Katharina II. (Russland)  | Abdülhamid I.                  | 1781       |
| 1781      | Jakob Iwanowitsch Bulgakow              | russisch Яков Иванович Булгаков (* 15. Oktober 1743; † 7. Juli 1809)                                                                       | Katharina II. (Russland)  | Abdülhamid I.                  | 1787       |
| 1792      | Michail Illarionowitsch Kutusow         | | Katharina II. (Russland)  | Selim III.                     | 1794       |
| 1793      | Wiktor Pawlowitsch Kotschubei           | [ 4 ] | Katharina II. (Russland)  | Selim III.                     | 1798       |
| 1798      | Wassili Stepanowitsch Tomara            | | Paul I. (Russland)        | Selim III.                     | 1802       |
| 1802      | Andrei Jakowitsch Italinskij            | [ 5 ] | Alexander I. (Russland)   | Selim III.                     | 1816       |
| 1816      | Grigori Alexejewitsch Stroganow         | [ 6 ] | Alexander I. (Russland)   | Mahmud II.                     | 1821       |
| 1821      | Dmitri Wassiljewitsch Daschkow          | (* 1784; † 1839) | Alexander I. (Russland)   | Mahmud II.                     | 1823       |
| 1823      | Matej Jakowitsch Mintschaki             | | Alexander I. (Russland)   | Mahmud II.                     | 1827       |
| 1824      | Karl Alexander Iwanowitsch Ribeaupierre | russisch Александр Иванович Рибопьер (* 1781; † 1865) nur Februar bis Dezember 1827 abwesend                                               | Alexander I. (Russland)   | Mahmud II.                     | 1827       |
| 1829      | Alexei Fjodorowitsch Orlow              | [ 7 ] | Nikolaus I. (Russland)    | Mahmud II.                     | 1830       |
| 1829      | Apollinari Petrowitsch Butenew          | Apollinarij Petrovic Boutenieff auch Butenev (* 1787; † 1866) Gesandter in der Türkei (1830–1842, 1856–1858), Gesandter in Rom (1843–1856) | Nikolaus I. (Russland)    | Mahmud II.                     | 1843       |
| 1837      | Peter Petrowitsch Rückmann              | | Nikolaus I. (Russland)    | Mahmud II.                     | 1838       |
| 1840      | Wladimir Pawlowitsch Titow              | (* 1807; † 1891) | Nikolaus I. (Russland)    | Abdülmecid I.                  | 1842       |
| 1843      | Wladimir Pawlowitsch Titow              | | Nikolaus I. (Russland)    | Abdülmecid I.                  | 1853       |
| 1852      | Alexander Petrowitsch Ozerow            | (* 1817; † 1900), Legationsrat Geschäftsträger                                                                                             | Nikolaus I. (Russland)    | Abdülmecid I.                  | 1853       |
| 1856      | Apollinari Petrowitsch Butenew          | | Alexander II. (Russland)  | Abdülmecid I.                  | 1859       |
| 1858      | Alexei Borissowitsch Lobanow-Rostowski  | (* 1824; † 1896) | Alexander II. (Russland)  | Abdülmecid I.                  | 1863       |
| 1862      | Jewgeni Petrowitsch Nowikow             | [ 8 ] | Alexander II. (Russland)  | Abdülaziz                      | 1864       |
| 1864      | Nikolai Pawlowitsch Ignatjew            | | Alexander II. (Russland)  | Abdülaziz                      | 1877       |
| 1878      | Alexei Borissowitsch Lobanow-Rostowski  | russisch Алексей БорисовичЛобанов-Ростовский                                                                                               | Alexander II. (Russland)  | Murad V.                       | 1879       |
| 1879      | Jewgeni Petrowitsch Nowikow             | | Alexander II. (Russland)  | Murad V.                       | 1882       |
| 1882      | Alexander Iwanowitsch Nelidow           | russisch Нелидов, Александр Иванович | Alexander III. (Russland) | Murad V.                       | 1897       |
| 1909      | Nikolai Walentinowitsch Tscharykow      | | Nikolaus II. (Russland)   | Mehmed V.                      | 1911       |
| 1911      | Alexander Nikolajewitsch Swetschin      | | Nikolaus II. (Russland)   | Mehmed V.                      | 1912       |
| 1912      | Michail Nikolajewitsch de Giers         | | Nikolaus II. (Russland)   | Mehmed V.                      | 1915       |

### Botschafter in der Türkei
| Ernennung       | Name                                                       | Bemerkungen | ernannt von                         | akkreditiert bei der Regierung | Abberufung    |
| --------------- | ---------------------------------------------------------- | --- | ----------------------------------- | ------------------------------ | ------------- |
| 21. Juli 1920   | A. A. Kistjakowski                                         | A. A. Кистяковский                                                                                             | Lenin                               | Mustafa Kemal Pascha           | 1920          |
| 6. Juni 1920    | Aufnahme diplomatischer Beziehungen                        | | Lenin                               | Mustafa Kemal Pascha           | 29. Nov. 1920 |
| Juli 1920       | Eliawa Schalwa Wolski                                      | (* 18. (30.) September 1883; † 3. Dezember 1937) Botschafter nicht akkreditiert Элиава Шалва Зурабович         | Lenin                               | Mustafa Kemal Pascha           | 1921          |
| 4. Okt. 1920    | Jan Janowitsch Upmal-Angarski                              | Geschäftsträger Упмал-Ангарский Ян Янович                                                                      | Lenin                               | Mustafa Kemal Pascha           | 1921          |
| 19. Feb. 1921   | Polykarp Gurgenowitsch Mdivani                             | Мдивани, Буду Поликарп Гургенович                                                                              | Lenin                               | Mustafa Kemal Pascha           |               |
| Mai 1921        | Nazarenus, Sergej Petrowitsch (Нацаренус, Сергей Петрович) | (* 1882; † 8. Januar 1938)                                                                                     | Lenin                               | Mustafa Kemal Pascha           | 5. Jan. 1922  |
| 5. Jan. 1922    | Semjon Iwanowitsch Aralow                                  | russisch Аралов, Семён Иванович                                                                                | Lenin                               | Mustafa Kemal Pascha           | 29. Apr. 1923 |
| 1923            | Marcel Israilowitsch Rosenberg                             | russisch Розенберг, Марсель Израилевич                                                                         | Lenin                               | Mustafa Kemal Pascha           | 1923          |
| 1923            | Jakow Sacharowitsch Suriz                                  | russisch Суриц, Яков Захарович                                                                                 | Lenin                               | Mustafa Kemal Pascha           | 1934          |
| 1934            | Lew Michailowitsch Karachan                                | russisch Карахан, Лев Михайлович                                                                               | Alexei Iwanowitsch Rykow            | Ali Fethi Bey                  | 1937          |
| 1938            | Alexei Wassiljewitsch Terentjew                            | russisch Терентьев, Алексей Васильевич                                                                         | Alexei Iwanowitsch Rykow            | Ali Fethi Bey                  | 1939          |
| 7. Sep. 1940    | Sergei Alexandrowitsch Winogradow                          | russisch Виноградов, Сергей Александрович                                                                      | Wjatscheslaw Michailowitsch Molotow | Refik Saydam                   | 1943          |
| 1943            | Wassili Fjodorowitsch Grubjakow                            | russisch Грубяков, Василий Фёдорович                                                                           | Wjatscheslaw Michailowitsch Molotow | Ahmet Fikri Tüzer              | 1948          |
| 1948            | Alexander Andrejewitsch Lawrischtschew                     | russisch Лаврищев, Александр Андреевич                                                                         | Josef Stalin                        | Hasan Saka                     | 1954          |
| 1954            | Boris Fjodorowitsch Podzerob                               | russisch Подцероб, Борис Фёдорович                                                                             | Josef Stalin                        | Adnan Menderes                 | 1957          |
| 1957            | Nikita Semjonowitsch Ryschow                               | russisch Рыжов, Никита Семёнович                                                                               | Josef Stalin                        | Adnan Menderes                 | 1966          |
| 1966            | Andrei Andrejewitsch Smirnow                               | russisch Смирнов, Андрей Андреевич                                                                             | Nikita Sergejewitsch Chruschtschow  | Suad Hayri Ürgüplü             | 1969          |
| 1969            | Wassilij Fjodorowitsch Grubjakow                           | russisch Грубяков, Василий Фёдорович                                                                           | Nikita Sergejewitsch Chruschtschow  | Suad Hayri Ürgüplü             | 1974          |
| 1974            | Alexei Alexejewitsch Rodionow                              | russisch Родионов, Алексей Алексеевич                                                                          | Leonid Iljitsch Breschnew           | Mustafa Bülent Ecevit          | 1983          |
| 1983            | Wladimir Sergejewitsch Lawrow                              | russisch Лавров, Владимир Сергеевич                                                                            | Andrei Andrejewitsch Gromyko        | Turgut Özal                    | 1987          |
| 1987            | Albert Sergejewitsch Tschernyschew                         | russisch Чернышёв, Альберт Сергеевич                                                                           | Andrei Andrejewitsch Gromyko        | Turgut Özal                    | 1995          |
| September. 1991 | Qanat Saudabajew                                           | | Michail Sergejewitsch Gorbatschow   | Mesut Yılmaz                   |               |
| 1996            | Alexander Jewgenjewitsch Lebedew                           | [ 12 ] | Boris Nikolajewitsch Jelzin         | Tansu Çiller                   |               |
| 2004            | Pjotr Wladimirowitsch Stegnij                              | russisch Стегний, Пётр Владимирович                                                                            | Wladimir Wladimirowitsch Putin      | Recep Tayyip Erdoğan           |               |
| März 2007       | Wladimir Jewgenjewitsch Iwanowski                          | | Wladimir Wladimirowitsch Putin      | Recep Tayyip Erdoğan           |               |
| Juli 2013       | Andrei Gennadjewitsch Karlow                               | russisch Карлов, Андрей Геннадьевич (* 4. Februar 1954; † 19. Dezember 2016, getötet durch Attentat in Ankara) | Wladimir Wladimirowitsch Putin      | Recep Tayyip Erdoğan           |               |
| Juni 2017       | Alexej Wladimirowitsch Jerchow                             | russisch Ерхов, Алексей Владимирович (* 28. Oktober 1960)                                                      | Wladimir Wladimirowitsch Putin      | Recep Tayyip Erdoğan           |               |